# Bacalhau

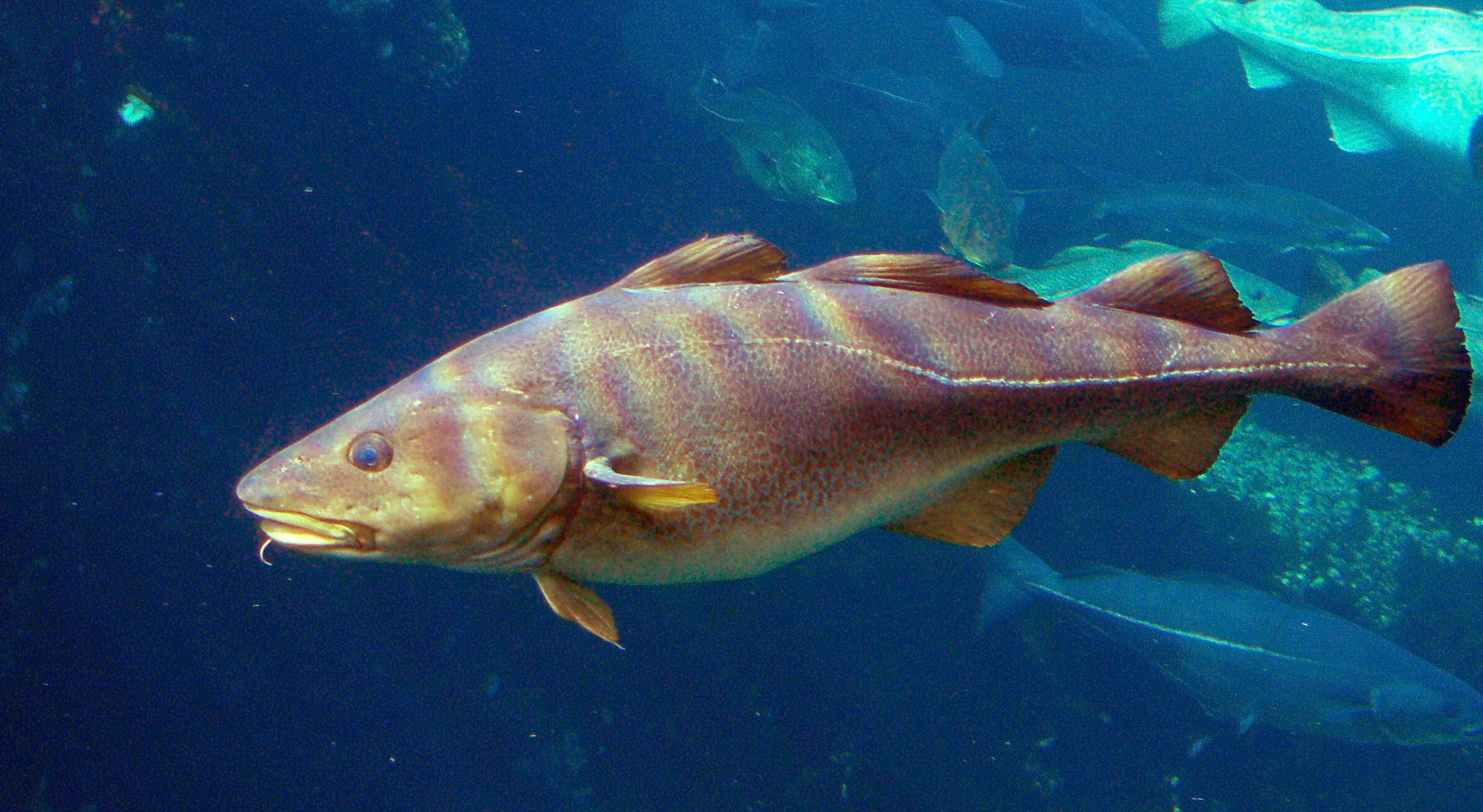
Bacalhau-do-atlântico

Bacalhau é o nome comum de diversas espécies de peixes classificadas em vários géneros. Em particular, corresponde a cerca de 60 espécies migratórias do gênero Gadus, pertencente à família Gadidae. O bacalhau "original" ou "verdadeiro" é da espécie Gadus morhua encontrado no Oceano Atlântico. O Gadus vive nos mares frios do norte, sendo geralmente de tamanho pequeno, embora alguns exemplares possam chegar a pesar 100 kg e medir quase dois metros. Alimenta-se de outros peixes menores, como o arenque.

## Etimologia
A origem do vocábulo é pouco clara. Talvez assente nas formas dialetais do basco bakailao (bakailo, makailao, makailo).  Mas é possível  que tanto o basco bakailao como o português 'bacalhau', o espanhol bacalao e o italiano baccalà sejam provenientes  do baixo alemão e do escandinavo bakkeljau ('bastão peixe'). Já o gascão cabilhau e o francês antigo cabellau (depois cabillau) teriam evoluído a partir de cabellauwus - forma alatinada do neerlandês kabeljauw, esta derivada, por metátese, do neerlandês antigo bakeljauw, até chegar ao francês moderno cabillaud (1762), termo que se aplica ao bacalhau fresco, em oposição ao seco, denominado morue.

## Espécies

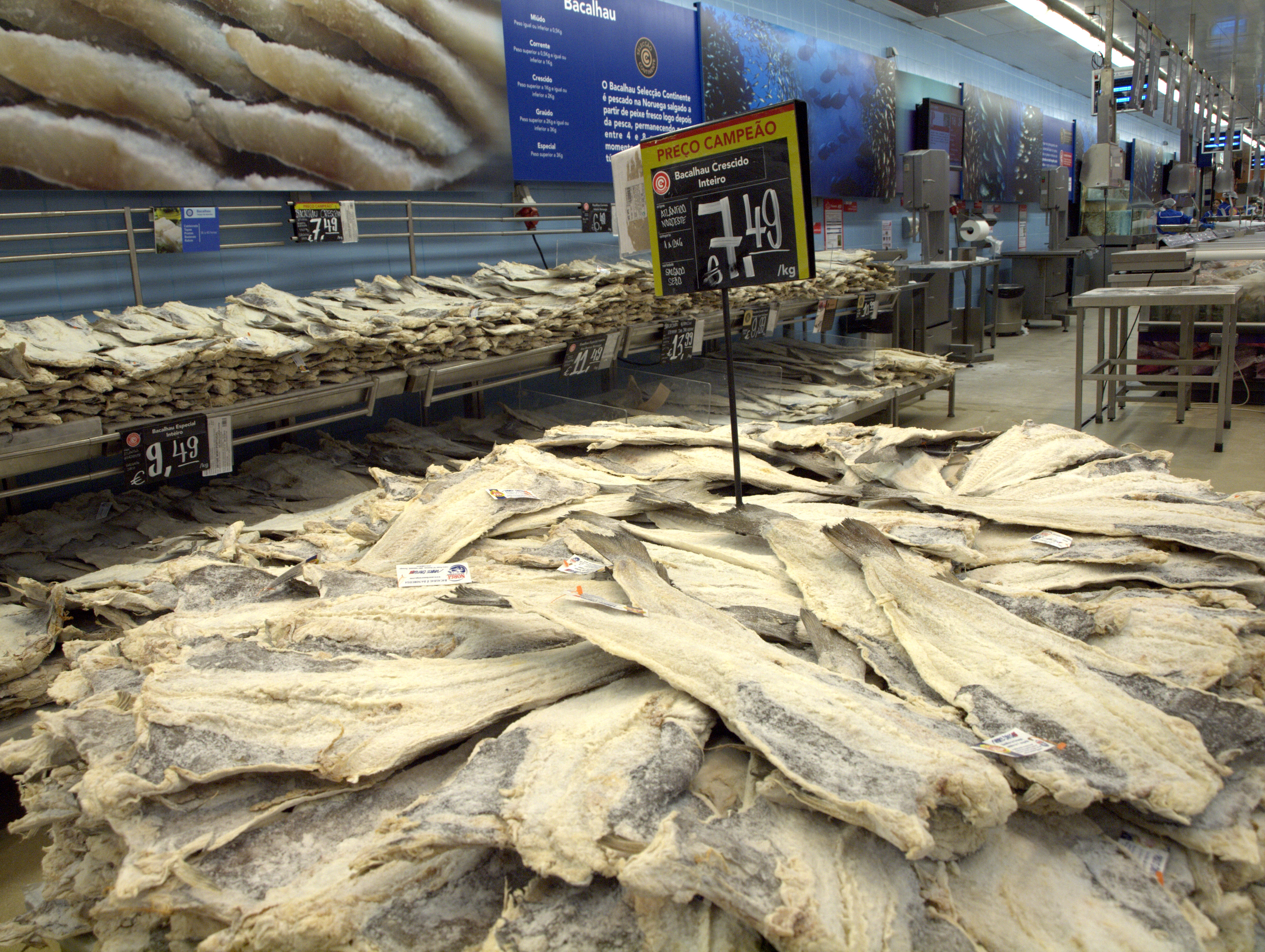
Bacalhau à venda num supermercado em Lisboa

Dentre as várias espécies de peixes comercializados como bacalhau destacam-se duas: a Gadus morhua, que habita as águas frias do Oceano Atlântico, nas regiões do Canadá e do Mar da Noruega e a Gadus macrocephalus que habita o Oceano Pacífico na região do Alasca.
Outros peixes salgados e secos também são comercializados com o nome genérico de bacalhau como o Gadus virens ou Pollachius virens (escamudo) - Gadidae, o Molva molva (Ling) e Brosme brosme (Zarbo) - Lotidae, todos Gadiformes. Já em Moçambique e na Guiné-Bissau, chama-se bacalhau ao Rachycentron canadum (Beijupirá), uma espécie de peixe da ordem Perciformes.
No rio Amazonas encontra-se o Arapaima gigas (pirarucu), que é conhecido também como "bacalhau-da-amazônia".

## Gastronomia
O bacalhau foi introduzido na alimentação inicialmente pelos noruegueses e portugueses, que durante as grandes pescarias, já realizavam o processo comum de salga do pescado desde o século XIV, época das grandes navegações. tradicionalmente comido como Bacalhau à Brás ou á lagareiro[carece de fontes?]